# وات آرون

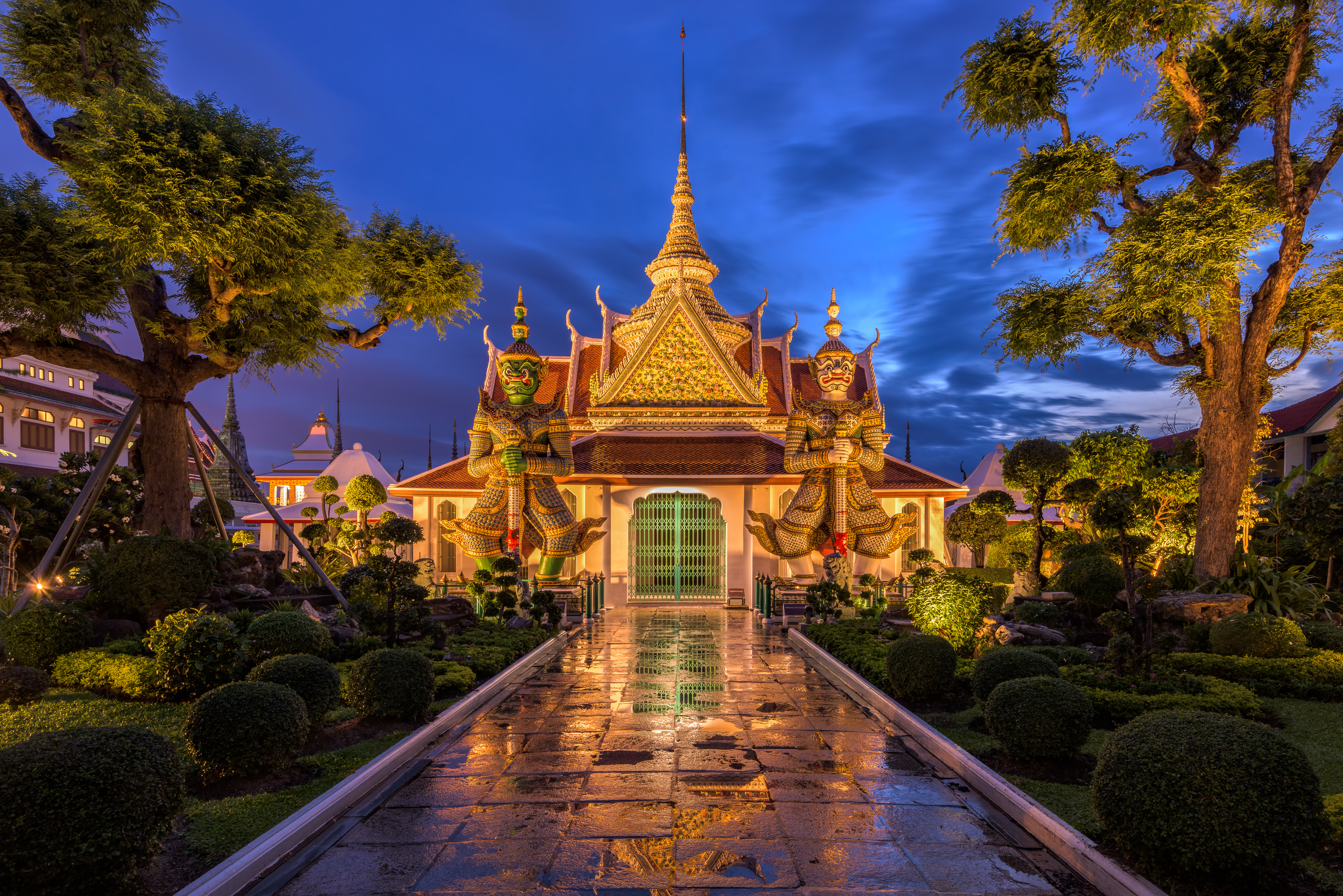
نگاره‌ای در ساعات آبی از معبد بودایی وات آرون. این معبد یکی از لندمارک‌های مهم بانکوک محسوب می‌شود.

وات آرون (تایلندی: วัดอรุณราชวราราม ราชวรมหาวิหาร)
یک معبد بودایی در منطقه بانکوک یای بانکوک، تایلند، در کرانه غربی رود تونبوری رود چائو پرایا است. این معبد نام خود را از خدای هندو آرونا گرفته‌است، که اغلب به عنوان تابش خورشید در حال طلوع است. وات آرون از مشهورترین بناهای دیدنی تایلند است. اولین نور صبح گل مروارید از سطح معبد منعکس می‌شود. اگرچه این معبد حداقل از قرن هفدهم وجود داشته‌است، اما منظره متمایز آن در اوایل قرن نوزدهم و در زمان پادشاهی راما دوم ساخته شد.